# Onos
Als Onos (altgriechisch ὄνος, deutsch: 'Esel') wird ein Gerät bezeichnet, das nach Ausweis antiker Autoren bei der Wollverarbeitung verwendet wird, namentlich beim Verspinnen der Wolle.
Da für diesen Arbeitsschritt auch ein anderes Gerät, das Epinetron, zum Einsatz kommt, wird der Onos in der Literatur häufig mit jenem gleichgesetzt, obwohl antike Quellen zwischen den beiden Werkzeugen zu unterscheiden scheinen. Es wird vermutet, dass der Onos eine Art Schemel darstellte, auf den man das Bein aufstellte, welches das Epinetron trug.